# ويليام هوارد
ويليام هوارد (بالإنجليزية: Lord William Howard)‏ (و. 1563 – 1640 م) هو متخصص بالأثريات، من المملكة المتحدة، توفي عن عمر يناهز 77 عاماً.

## التعليم
تعلم في جامعة كامبريدج، وكلية سانت جونز.